# Tường Nguyên Ông chúa
Tường Nguyên Ông chúa (祥原翁主, ? - ?) là ông chúa nhà Triều Tiên, vương nữ thứ năm trong tổng số 15 vương nam và 8 vương nữ của Triều Tiên Định Tông, mẹ là Thục nghi Kỳ thị (淑儀 奇氏, ? - 1457). Hạ giá lấy Triệu Hiếu Sơn (趙孝山), sinh được một nam một nữ.
Sau Triệu Hiếu Sơn mất, trở thành góa phụ, cuộc sống của bà trở nên khó khăn hơn, tuy nhiên các anh em của bà trong triều lại làm ngơ và không giúp đỡ bà nên bị chỉ trích, đàm tíu. Trong Triều Tiên Vương triều thực lục, bà thường được nhắc đến là Tường Nguyên Quận chúa (祥原郡主).

## Gia quyến
Thân gia Toàn Châu Lý thị(全州 李氏) 
- Nội Tổ phụ: Thái Tổ Đại vương
- Nội Tổ mẫu: Thần Ý Vương hậu An Biên Hàn thị
  - Phụ vương: Định Tông Đại vương
- Ngoại Tổ phụ: Công Tào Điển thư (工曹典書) Kỳ Miễn (奇勉)
  - Thân mẫu: Thục nghi Hạnh Châu Kỳ thị (幸州 奇氏; ? - 1457)
    - Vương huynh: Thuận Bình quân Lý Khoái Sinh (順平君 李羣生; ? - 1456)
    - Vương huynh: Cẩm Bình quân Lý Nghĩa Sinh (錦平君 李義生; ? - 1435)
    - Vương tỷ: Thục Thận Ông chúa (淑愼翁主; 1401 - 1486)
    - Vương đệ: Trinh Thạch quân Lý Long Sinh (貞石君 李隆生; 1409 - 1464)
    - Vương đệ: Mậu Lâm quân Lý Thiện Sinh (茂林君 李善生; 1410 - 1474)

Bình Nhưỡng Triệu thị (平壤 趙氏) 
- - Chương phụ: Triệu Lật (趙溧)
    - Phò mã: Tự trực Triệu Hiếu Sơn (趙孝山; ? - 1455[5])
      - Trưởng tử: Tuyên truyền quan Triệu Bích (趙璧)[6]
      - Trưởng nữ: Triệu Triệu Sử (趙召史), hạ giá lấy Liễu Thành Bách (柳成栢) ở Tấn Châu (晉州)[7]